# Ginneruplund
Ginneruplund er en fremtidig bydel i den sydlige del af Hadsten. Det er den første etape af det planlagte bybånd, som skal strække sig til det nordlige Hinnerup. I 2012 blev lokalplanen for området vedtaget - den hidtil største i Favrskov Kommunes historie - og de første 61 byggegrunde forventes sat til salg i august 2017. Når området er fuldt udbygget forventes omkring 1.500 indbyggere i bydelen. Visionen er, at området skal betjenes af Aarhus Letbane, såfremt denne føres til Hadsten.
Bydelen forventes at nå et samlet areal på knap 70 ha., og den afgrænses mod vest af Skanderborgvej (511), mod nord af Gammel Sellingvej, mod øst af skovområder på kanten af Lilleådalen samt mod syd af agerjord.

## Baggrund
Siden jernbanen kom til Vinterslev Mark i 1862, og Hadsten by voksede op omkring det, har byen været delt i to dele. I 1960 kom den landevejsbroen over bymidten, som igen delte byen i to dele mere. Derfor har man i mange år snakket om Hadstens fire kvadrater, hvor kun tre af dem var bebygget. Det blev der taget hånd om i Hadsten Kommunes Kommuneplan 2003-2015, hvor byrådet satte sig endegyldigt for at udstykke den fjerde kvadrat. 
| Citat | Byrådet vil: Etablere nye attraktive boligområder i Hadstens „4. kvadrant“ syd for Lilleåen, men også i mindre grad søge at fortsætte udbygningen i Hadsten Nordøst. Kilde: Hadsten Kommuneplan 2003-2015 | Citat |
|       | |       |

Projektet blev sat på standby, da strukturreformen kom frem i 2004 – hvilket pr. 1 januar 2007 førte til at Hadsten, Hinnerup, Hammel, Hvorslev og to sogne fra Langå kommuner blev lagt sammen til Favrskov Kommune. 

## Projektstatus
I 2007 udgav Favrskov Kommune en kommuneplanstrategi, som igen satte fokuser på udbygning af den fjerde kvadrat. Denne gang var forslaget dog at det skulle indgå i en såkaldt grønt bybånd, som skulle forbinde Hadsten og Hinnerup. 
I 2008 erhvervede kommunen ejendommen Ginneruplund – der har givet navn til bydelen – samt ejendommens ca. 40 hektar.
Da Favrskov Kommunes udgav 'Kommuneplan 2009-2020' var forslaget om bybåndet blevet gennemarbejdet, og der førte til at der i der i 27. september 2011 udkom et lokalplanforslag, som efter otte ugers høring var på et borgermøde, hvorpå byrådet på møde i februar 2012 vedtog lokalplanen.
Den forberedende byggemodning er påbegyndt. I september 2012 etablerede Hadsten Varmeværk nye forsyningslinjer. I den sydlige del af bydelen projekteres et "mega center" – butikker med særligt pladskrævende varegrupper – hvor både JYSK, REMA 1000 og Jem & fix vil gøre den nuværende XL-Byg selskab. Jem & fix planlægger at åbne i foråret 2014.